# Désiré-François-Xavier Van Camelbeke
Désiré-François-Xavier Van Camelbeke, né le 19 février 1839 à Nantes et mort le 9 novembre 1901 à Lang Son dans le protectorat français du Tonkin, est un prélat catholique français. Le 15 janvier 1884, il est nommé vicaire apostolique du Cochin oriental et évêque titulaire d'Hierocæsarea (de)